# Joao Cruz Costa
João Cruz Costa (São Paulo, SP, 1904 - São Paulo, SP, 1978), fue un filósofo brasileño, "primer alumno"  de la Facultad de Filosofía de la Universidade de São Paulo, para luego convertirse en profesor titular en la
misma institución. Su trabajo intelectual abordó diferentes áreas de conocimiento, especialmente sobre el desarrollo de la filosofía en Brasil, "con el objetivo de establecer conexiones entre el pensamiento y la realidad social, política y económica del país a lo largo de su historia. Ensayista, crítico, sociólogo, biógrafo, además de filósofo, que mostraba la diversidad de sus conocimientos. Lo difundía a través de la enseñanza y mediante artículos escritos en lenguaje sencillo y publicados en los periódicos más importantes de su tiempo: O Estado de S. Paulo , Folha de S.Paulo (antes Folha da Manhã), Jornal de São Paulo, Minerva de Buenos Aires y Jornadas do México. Miembro de la Asociación Paulista de Escritores, también de la Sociedad de Biología (en el Instituto Histórico e Geográfico de São Paulo) y de la Sociedad de Historia de las Ideas de México ". Cruz Costa se vio obligada a jubilarse anticipadamente por la dictadura militar en 1965, falleciendo más tarde en 1978 .

## Biografía
Nacido en 1904, São Paulo, Brasil; Hijo de padre y madre portugueses descendientes de italianos, João da Cruz Costa quería ser médico. Su interés por la medicina probablemente se debió a que su padre, José da Cruz Costa, murió joven en 1922, a los 49 años, por la crisis derivada de la sífilis, que había mostrado sus primeros reveses desde 1920. José era republicano y se había escapado. de Portugal después de haber golpeado a un adversario monárquico, por haber pensado en haberlo matado. José da Cruz Costa fue un exitoso minorista, nacido en el pueblo de Palheira en las afueras de Coímbra, Portugal, y fundó la tienda de muebles llamada " O Grande Oriente " (El Gran Oriente) en São Paulo, Brasil.
Tras la muerte de su padre, João Cruz Costa estudió medicina durante dos años en la Faculdade de Medicina da USP (Facultad de Medicina de la USP), con la intención de convertirse en psiquiatra. Sin terminar el curso, Cruz Costa decidió viajar a Francia en 1923 para estudiar psicología y posteriormente decidió enfocar sus estudios en filosofía.
[...]Comencé a estudiar medicina, revelando así un interés práctico por el ser humano, si no por él, por su salud. Había hecho unos vagos estudios de filosofía con mi amigo de toda la vida, el prof. Henrique Geenen, para atender las demandas de las reuniones preparatorias. Para ingresar a la Facultad de Medicina nos vimos obligados a hacer un examen de psicología y lógica, que mi amigo y profesor de la Facultad de Medicina, el profesor Guilherme Bastos Milward, llamó psicología ilógica. Luego fui a Francia en 1923 y entré en el curso preparatorio de la Facultad de Medicina de París. Un día, en un grupo de brasileños, conocí al Prof. Georges Dumas, que era un buen amigo de Brasil, quien me preguntó qué especialización haría en medicina. Mi respuesta fue: psiquiatría. El viejo Dumas, que era médico y agregado en Filosofía, Luego me aconsejó que estudiara filosofía y me invitó a asistir a sus divertidas clases los domingos en el Asyle de St'Anne. Me inscribí como oyente en los cursos de la Sorbona, asistiendo a clases de los profesores. Brunschvicg, Lalande, así como los dePierre Janet en el Collège de France (Costa, 1974. págs. 87-8).
Según sus propias palabras en una entrevista para Trans / Form / Action Magazine en 1975, Cruz Costa consideró que estaba influenciado por lo que leyó: como escribió el dominicano Maydieu, aunque la "adquisición del filósofo pueda parecer pobre, sin embargo permite coordinar muchas riquezas". Pensé que valía la pena prestar atención a la riqueza de nuestra realidad. De ahí mi trabajo desde entonces.
Sin embargo, considero que mi puesto es un puesto anticuado y envejecido. Hoy existe una visión más universal de los problemas humanos. Afortunadamente, Mario de Andrade dijo, en una carta a Manuel Bandeira, que nos volveríamos más brasileños a medida que nos volviéramos más universales. Si la filosofía y la práctica especulativas nos llevan a esto, lograrán lo que esperábamos de ellos".
Al regresar a Brasil, João Cruz Costa (más tarde conocido solo por su apellido, Cruz Costa) se convirtió en el primer estudiante de la entonces recientemente creada Facultad de Filosofía de la Universidad de São Paulo (USP), obteniendo el título de doctor en 1942 y siendo el principal responsable de la creación del Departamento de Filosofía de la USP. of the then recently created Faculty of Philosophy of the University of São Paulo (USP), achieving the doctor's degree in 1942 and being the main responsible for the creation of the Department of Philosophy at USP. En 1951, finalmente alcanzó el rango académico más alto, convirtiéndose en profesor en la misma universidad.
En 1958, enfrentó las atrocidades del entonces gobernador de São Paulo, Jânio Quadros: en enero de ese mismo año, el profesor Cruz Costa recibió una reprimenda por haber concedido una entrevista a Diários Associados (diario brasileño), en la que había manifestado que las palabras del gobernador fueron frívolas cuando se refirió al entonces director de FFLC Eurípedes Simões de Paula.
Este episodio tuvo fuerte repercusión en la prensa, siendo portada de Folha da Manhã el 3 de enero de 1958. Cruz Costa se vio obligado a defenderse y llevó el caso al STF (Tribunal Supremo de Brasil), que concedió su solicitud de 3 de septiembre de 1958, cancelando su castigo.
En enero de 1959, Jânio Quadros aceptó la decisión y el profesor Cruz Costa comentó irónicamente en Folha da Manhã: "Siempre fue costumbre del gobernador ser breve, como lo afirman sus célebres notas. Esta vez, sin embargo, Tuve que extender largas disculpas a la decisión del notable Tribunal Supremo, que por unanimidad lo obligó a anular el acto que me había llevado a apelar ante ese alto Tribunal de Justicia”. El 20 de enero de 1964, el profesor Cruz Costa fue obligado a declarar en el DOPS (Departamento de Orden y Política Social en portugués, oficina gubernamental oficial para controlar e investigar los movimientos sociales) sobre un manifiesto de apoyo al registro del Partido Comunista Brasileño, creado en septiembre de 1961, y presuntamente firmado por varios intelectuales, entre ellos Cruz Costa, Caio Prado Jr., Florestan Fernandes, líderes estudiantiles, abogados, sindicalistas, entre otros. Naturalmente, declaró que "algunos de los firmantes tienen una posición política o filosófica diferente a los comunistas, que es, por cierto, en lo que cree el declarante. En todo caso, cree que sería más beneficioso para el Partido Comunista estar legalmente aceptado que estar en la clandestinidad, como ocurre en Italia, Francia, Inglaterra y otros países verdaderamente democráticos".
En 1965, Cruz Costa abandonó su actividad docente, destituido arbitrariamente por los partidarios del golpe militar de 1964. Fue denunciado por sus compañeros universitarios más conservadores y tuvo que refugiarse en Francia durante seis meses en 1964, donde impartía clases. El régimen militar estableció investigaciones policiales-militares (IPM, siglas en portugués) acusando a estudiantes, docentes y empleados de la USP, que habían comenzado en el segundo semestre de ese año, sin perdonar al profesor Cruz Costa:
En la Facultad de Filosofía, IPM se instaló en un clima de gran hostilidad por parte de estudiantes y profesores. Mário Schenberg, Cruz Costa y Florestan Fernandes fueron interrogados. Fernando Henrique Cardoso , también acusado, ya había aceptado la invitación para enseñar en el extranjero y abandonó el país. Durante la investigación, el profesor Florestan fue detenido por una carta de protesta que entregó al coronel responsable y que solo era una defensa de la dignidad de ser docente. La ola de protestas provocada por esta prisión parecía habercontribuido a detener los cuestionamientos del IPM.
El 3 de septiembre de 1965, el Consejo Permanente de Justicia de la II Región Militar decidió por Cruz Costa la prisión preventiva, según consta en su expediente DOPS, archivado en el Archivo Público del Estado de São Paulo. En este expediente, se le acusa falsamente de "comunista muy relacionado con Rusia".
Su contribución más importante fue Contribución a la Historia de las Ideas en Brasil, publicada en 1956 y posteriormente editada y traducida a varios idiomas. En su libro, Cruz Costa defendió un pensamiento crítico y más brasileño, no necesariamente rechazando a los autores extranjeros (europeos y estadounidenses) ni aceptándolos acríticamente. Su objetivo era crear algo nuevo, original y brasileño.

## Trabajo
- 1938 - Alguns aspectos da filosofia no Brasil. São Paulo: Ed. da Faculdade de Filosofia.
- 1940 - Crítica das idéias tomistas de Suárez (Tese de doutorado). Faculdade de Filosofia, Ciências e Letras - Universidade de São Paulo.
- 1942 - Ensaio sobre a vida e obra de Francisco Sanches , São Paulo: Editora Faculdade de Filosofia.
- 1945 - A filosofia no Brasil; ensaios. Porto Alegre: Globo, 1945. 177 p. (Coleção tucano, 15).
- 1946 - O pensamento brasileiro - Boletim da USP - LXVII –Filosofia n.º 2 - São Paulo.
- 1951 - Augusto Comte e como origen hacen positivismo. São Paulo: J. Magalhães, 1951.
- 1954 - O desenvolvimento da filosofia no Brasil no século XIX ea evolução histórica nacional. São Paulo: Faculdade de Filosofia, 1954. (Tese de concurso à cátedra de filosofia geral).
- 1956 - O positivismo na república, notas sobre a historia do positivismo no Brasil. São Paulo: Nacional, 1956. 203 p. (Biblioteca pedagógica brasileira, série 5ª. Brasiliana, 291).
- 1956 - Contribuição à historia das idéias no Brasil; o desenvolvimento da filosofia no Brasil ea evolução histórico nacional. Río de Janeiro: José Olympio, 1956. 484 p. (Colección documentos brasileiros, 86).
- 1957 - Vom Werden des Brasilianischer. Porto Alegre: Globo, 1957.
- 1960 - Panorama da História da Filosofia no Brasil - São Paulo: Editora Cultrix.
- 1962 - Panorama de la historia de la filosofía en Brasil. Tradução Fred G. Stum. Washington: Unión Panamericana, 1962. 111 p. (Pensamiento de América)
- 1968 - Pequena História da República - Rio de Janeiro: Editora Civilização Brasileira.

## Estudios y libros sobre Cruz Costa
- ACERBONI, Lídia. Cruz Costa ea historia das idéias. En: _____. A Filosofia Contemporânea no Brasil. Tradução João Bosco Feres. Prefácio Miguel Reale. São Paulo: Grijalbo, 1969. p. 108-111.
- AMARAL, Jésus Salvador hazlo. O pensamento filosófico no Brasil: em sinopse. Roma: Universidade Gregoriana, 1965. 42 p.
- AZEVEDO, Fernando de. Figuras de meu Convivio. São Paulo: Melhoramentos, 1960. P. 157-163.
- CORDEIRO, HD (2003) Entrevistando Anita Novinski - Revista Judaica - n.º 65.
- CRESSON, A. (1931) A posição atual dos problemas filosóficos (trad. E prefácio de Lourenço Filho). São Paulo: Edições Melhoramentos.
- FERRAZ JÚNIOR, Tércio Sampaio. João Cruz Costa (1904-1978). Revista Brasileira de Filosofia, São Paulo, v. 29, n. 113, pág. 6-7, enero / marzo de 1979.
- GIANNOTTI, JA (1944) Perfis de mestres - João Cruz Costa - Estudos Avançados - Vol. 8 - n.º 22.
- MELO, Luís Correia de. Dicionário de autores paulistas. São Paulo, 1954. p. 165-166.
- MENEZES, Raimundo de. Dicionário litário brasileiro. São Paulo: Saraiva, 1969. v. 2. p. 393-394. Illinois.
- PAIM, Antonio. João Cruz Costa (1904-1978). Presença Filosófica, Río de Janeiro, v. 7, n. 4, pág. 56-57. out./dez. 1981.
- _____. Costa (João Cruz). En: LOGOS: Enciclopédia Luso-Brasileira de Filosofia. Lisboa: Verbo, 1989. v. 1, p. 1200–1201.
- _____. História das idéias filosóficas no Brasil. 5. ed. Londrina: Editora UEL, 1997. p. 609-645.
- PRADO JÚNIOR, Bento. Cruz Costa ea historia das idéias no Brasil. En: MORAES, Reginaldo (Org.). Inteligencia Brasileira. São Paulo: Brasiliense, 1986. p. 101-124.
- QUEM é quem no Brasil: biografias contemporâneas. São Paulo: Sociedade Brasileira de Expansão Comercial, 1948. 109 p.
- USP - Faculdade de Filosofia, Ciências e Letras (1952). Histórico do Concurso da Cadeira de Filosofia . Seção de Publicação da FFCL
- VELLOSO, Arthur Versiani. João Cruz Costa. Vom Werden des Brasilianischer. Porto Alegre: Globo, 1957. Kriterion, Belo Horizonte, n. 43-44, pág. 330-333, ene./jun. 1958.
- VITA, Luis Washington. Cruz Costa. En: _____. Panorama da Filosofia no Brasil. Porto Alegre: Globo, 1969. p. 120-122. (Série Universitária).
- WITTER, JS (1979) João Cruz Costa. Ciência e Cultura, 31 (3).

Honores 
- João Cruz Costa - Doctor honoris causa, Universidad de Rennes, na França, honores otorgados el 3 de mayo de 1958.[16]
- Legión de Honor, Caballería (Chevalier de la Légion d'Honneur en francés) - Honores del Gobierno de Francia.
- Palmas Académicas, Caballería (Officier des Palmes Académiques en francés) - Honores del Gobierno de Francia.
- Centro Acadêmico de Filosofia João Cruz Costa - USP (denominación).[17] João Cruz Costa - Patrono da Cadeira 32 da Academia Paulista de Psicologia - São Paulo.[18]
- Escola Estadual João Cruz Costa - São Paulo (denominación).[19]
- Rua João Cruz Costa - Rio de Janeiro (denominación).
- Rua João Cruz Costa - São Paulo (denominación).